# Geschiedenis van Bonaire
Dit artikel beschrijft de geschiedenis van Bonaire.

## Samenvatting
De oorspronkelijke bewoners van Bonaire waren de Arawak-sprekende inheemse indianen die vanuit de noordkust van Zuid-Amerika het eiland hebben bevolkt. De eerste Europese invloeden kwamen van de Portugezen en Spanjaarden. Vervolgens werd het eiland gekoloniseerd door de Nederlanders. De Europeanen namen de tot slaaf gemaakte Afrikanen mee naar Bonaire. Bonaire heeft qua taal en cultuur een historische band met de zustereilanden Curaçao en Aruba.
Na de afschaffing van de slavernij begon een lang proces van emancipatie en de bloei van de kunukucultuur. Na de Tweede Wereldoorlog begon een periode van emigratie. Met het opbloeien van het toerisme nam het bevolkingsaantal weer toe. Vooral sinds de staatkundige verandering van 10 oktober 2010 is er een significante groei in immigratie vanuit Europees Nederland en Latijns-Amerika.

## Caquetíotijd
Voor de aankomst van de Spanjaarden in 1499 waren de eilanden Aruba, Bonaire en Curaçao bewoond door de Caquetíostam. Amerigo Vespucci en Alonso de Ojeda beschreven Aruba als een 'eiland van reuzen', vanwege de verhoudingsgewijs grote lengte van de Caquetíobewoners.
De Caquetío's waren waarschijnlijk rond 1000 na Christus van het vasteland naar Aruba, Bonaire en Curaçao getrokken in de houten kano's die ze voor de visserij gebruikten. Vanaf het schiereiland Paraguaná in Venezuela naar Aruba is de afstand 27 km over open zee. Archeologisch materiaal wijst in de richting van nauwe banden tussen de Caquetío op het vasteland en op de eilanden gedurende de precolumbiaanse periode.
Toen de eilanden in 1513 door de Spanjaarden werden uitgeroepen tot eilanden zonder nut ('islas inútiles') werden er twee jaar later een 2000-tal Caquetíos van de drie eilanden tezamen naar Hispaniola afgevoerd om in de mijnen te werken. Zij behelsden vermoedelijk de gehele bevolking van de eilanden. In 1526 werden slechts 150 tot 200 personen teruggestuurd om werkzaam te zijn in de uitvoer van brazielhout, kwihi en dividivi.
Het Nederlandse gouvernement registreerde het overlijden van de laatste Caquetío op het eiland Aruba rond 1862. Recent mitochondriaal DNA-onderzoek op Aruba toont aan dat Indiaans DNA tot de dag van vandaag is terug te vinden in de populatie. Onderzoek op andere Caribische eilanden wijst uit dat er in de regio relatief hoge percentages DNA zijn terug te vinden van de oorspronkelijke Arawak-sprekende Indiaanse bevolking. 23 tot 30 procent bij Dominicanen; 33 procent bij Cubanen en zelfs 61 procent bij Puertoricanen.
Restanten van de Caquetíocultuur zijn onder andere te vinden in de vorm van rotstekeningen in de buurt van Boka Onima aan de oostkust van Bonaire. Deze inheemse sporen worden op Bonaire Marka indjan genoemd. Andere plekken waar deze zijn te vinden zijn de grotten van Spelonk, Pos Kalbas en Fontein. De markeringen zijn met de hand gemaakt in de kleuren donkerrood en zwart. De kleurstoffen komen van steenkool vermengd met rode aarde of het gesteente dat hematiet wordt genoemd.
Hoewel de Caquetío tijdens de West-Indische Compagnie (WIC) onder een “Kapitein van de Indianen” vielen, zijn hun familienamen nergens geregistreerd geweest. Over hun leefwijze kunnen we lezen in de antropologische en archeologische studies van Frans Booi en Jay Haviser.
Woorden in het Papiaments die uit de taalfamilie van de Arawakken komen, zijn: kunuku (lokale boerderij/ranch); chogogo (flamingo); lora (papagaaisoort); yuana (groene leguaan).

## Spaanse koloniale tijd
In 1499 landden Alonso de Ojeda en Amerigo Vespucci als twee van de eerste Europeanen op Bonaire. Zij namen het eiland voor Spanje in bezit. Aanvankelijk noemden ze het eiland "Eiland van de Brazilboom". Omdat Bonaire echter geen goud had en niet geschikt was voor de landbouw zagen de Spanjaarden geen noodzaak een kolonie te stichten en rekende in 1513 het samen met Curaçao en Aruba tot de islas inútiles (nutteloze eilanden). De lokale indianen werden afgevoerd om als slaven te dienen in plantages in Zuid-Amerika. 
Bo a yega, habraka te sker fibra dje matris di mi luga. Pa djei bira tribi yam’e inutil. Eksplota seno di mi trakilidat sagrado na infinito di pida pida gritu kibra. Kik’anto bo ta kere b’a konkista? Paso balor di mi alma, ta di mi pa semper. Kara kora mi ta i kara kora mi ta keda. Te den siglo di siglonan.— Konkista? Veroveraar? van Denchi (April 2022)
(Je kwam, vertrapte, verpletterde totdat je de schoot van mijn geboorteland uit elkaar trok. Om dan nog het lef te hebben het nutteloos te noemen. De heilige vrede van mijn wezen in eindeloze stukken verbrijzelde schreeuw opgeblazen. Maar [..] wat denk je dat je hebt veroverd? De waarde van mijn ziel, zal voor altijd de mijne zijn. Roodgezicht ben ik en roodgezicht zal ik blijven. Tot in de eeuwen der eeuwen.)
In 1515 werd een groot deel van de Caquetío bevolking door de Spanjaarden naar Hispaniola getransporteerd om daar in de mijnen te werken. Vanaf 1526 werden er weer indianen terug naar de eilanden getransporteerd voor de export van hout van diverse boomsoorten.
In 1527 zouden de Spanjaarden een nederzetting stichten in het plaatsje Rincon, dat in een vallei tussen de heuvels veilig was voor piraten, en gebruiken als bannelingenoord voor veroordeelden en krijgsgevangenen. Dankzij waterbronnen in het dal konden deze eerste Spanjaarden leven van landbouw. De Spanjaarden introduceerden ook vee op Bonaire. Als gevolg hiervan komen ezels (of buriku) en geiten (of kabritu) er in het wild voor.

## Nederlandse koloniale tijd
In 1636 veroverden Nederlanders Bonaire op de Spanjaarden. Het kwam onder bestuur van de West-Indische Compagnie. Deze importeerde tot slaaf gemaakte Afrikanen voor landbouw (voornamelijk hout, mais en zoutwinning). De eerste in 1636 gekaapte slavenschepen hadden tot 30% kinderen aan boord. Uit het Amsterdamse Notaris Archief blijkt dat twee kinderen werden geteld als één volwassene.
De eerste familienamen van tot slaaf gemaakten werden geregistreerd in het jaar 1744. Zij kunnen gerekend worden tot de eerste families van Afrikaanse afkomst op Bonaire. Enkele voorbeelden zijn: Anthony, Coffie, Domacasse, Frans, Goeloe, Janga, en Wanga. Uit de tweede helft van de 18e eeuw stammen ook de eerste families van Europese afkomst, zoals Evertsz, Thielman, Daal, Thode, Pourier, Neuman, en de Jongh.
Na het faillissement van de WIC in 1791 werd Bonaire een regelrechte Nederlandse kolonie. Het Nederlandse gouvernement werd daarmee direct slavenhouder. Er was een onderverdeling tussen 'Gouvernementsslaven' en 'Partikuliere slaven'. 
De tot slaaf gemaakten die in de zoutwinning werkten, liepen vanuit de vestiging Rincon naar de zoutpannen. Vanaf 1850 verbleven zij in slavenhutjes bij de zoutpannen. Deze huisjes, nauwelijks hoger dan twee meter, zijn nog steeds te zien op Zuid-Bonaire. Zij zijn gelegen aan obelisken die de nationale Nederlandse kleuren rood, wit, blauw en oranje hebben. Deze obelisken gaven de ankerpunten aan waar de zoutschepen voor anker konden gaan om het zout te laden.

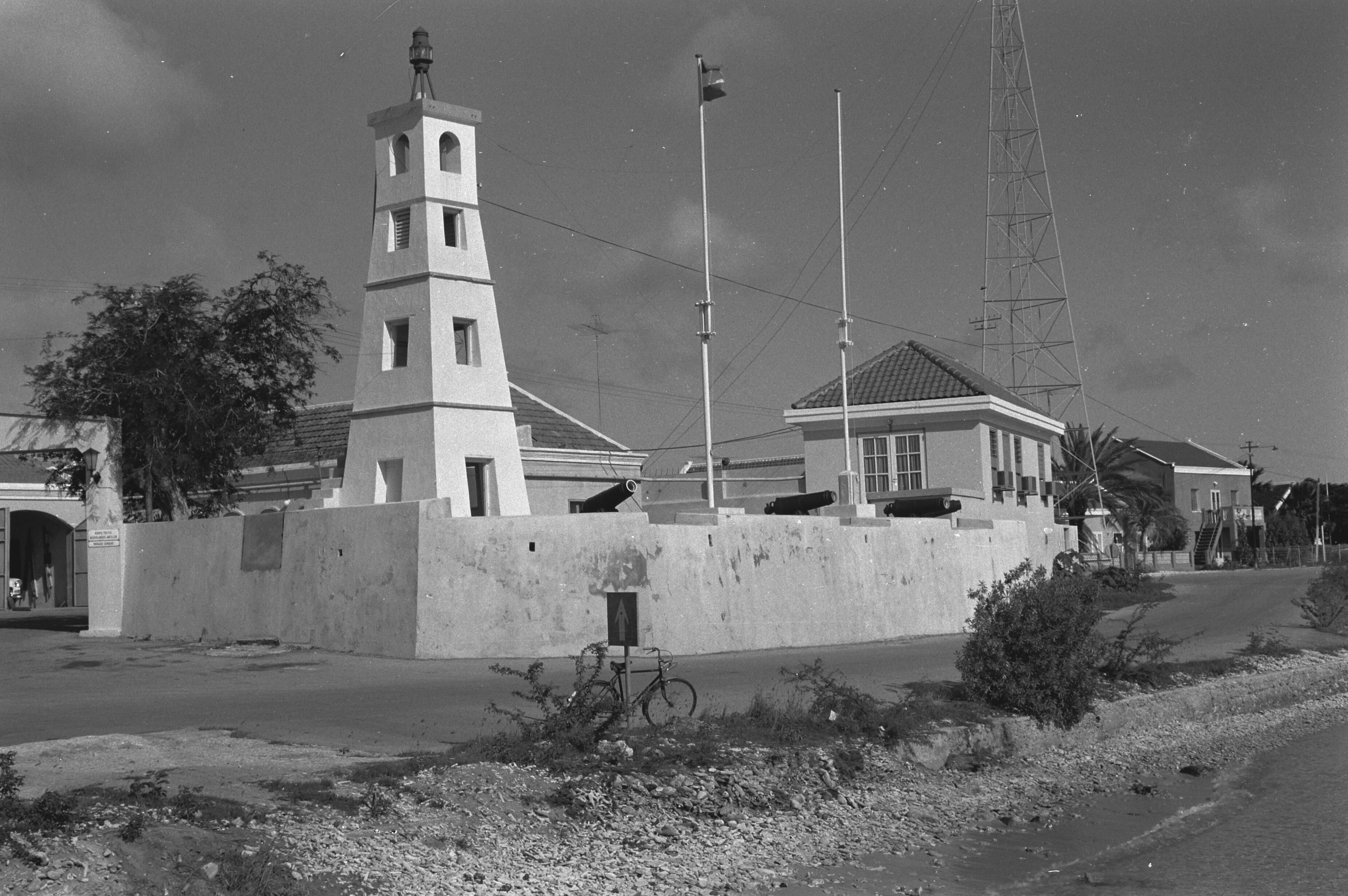
Fort Oranje met de vuurtoren

In het begin van de negentiende eeuw verloor Nederland de heerschappij over de Antillen twee maal aan Groot-Brittannië (1800 en 1807). Van 1795 tot 1813 nam het Frankrijk van Napoleon Bonaparte de macht over in Nederland. Zo werden de Nederlandse kolonies onderdeel van Frankrijk. Van 1803 tot 1815 waren er de Napoleontische oorlogen, waarin Frankrijk het beheer over Nederlandse kolonies verloor aan het Verenigd Koninkrijk. Toen de eilanden in 1816 definitief aan Nederland werden toegewezen, bouwde de Nederlandse overheid Fort Oranje in Kralendijk om het eiland te beschermen. De kenmerkende vuurtoren in het fort is gebouwd in 1868.
In 1856 heerste er een cholera-epidemie op Bonaire. De epidemie begon in Rincon en verspreidde zich vervolgens over het eiland.
Het Nederlandse rijksdeel Suriname en Curaçao en Onderhorigheden werd vaak omschreven als "De West" of Nederlands West-Indië, als tegenhanger van de kolonie in Zuidoost-Azië, Nederlands Oost-Indië. Om de bestuurskosten te verlagen werden de West-Indische koloniën in 1828 tijdelijk teruggebracht tot één kolonie onder de Gouverneur-generaal in Paramaribo. In 1845 kwam men hier gedeeltelijk op terug omdat het besturen van de eilanden vanuit Suriname niet goed werkte. Vanaf dat jaar waren er weer twee West-Indische koloniën:
- Suriname
- Curaçao en Onderhorigheden, zowel de Bovenwindse als de Benedenwindse Eilanden

Bonaire werd toen via het centrale gouvernement in Curaçao bestuurd.

## Slavernij
Zout werd de grootste bron van inkomsten voor het eiland en de productie van zout was zo groot geworden dat er vier obelisken gebouwd werden om de schepen naar de zoutpannen te leiden. Zuiver zongedroogd baai- of zeezout was specifiek geschikt voor het inzouten van haring en andere gezouten producten als zuurkool, gerookt vlees en gedroogde stokvis. Met zout geconserveerd voedsel was nodig om de maandenlange zeilhandelsreizen te ondernemen en grote zeeslagen te voeren, en dus cruciaal voor de internationale scheepvaart, slavenhandel en andere koloniale activiteiten. 
De manuele arbeid voor deze industrie werd verricht door de tot slaaf gemaakte Afrikanen. In 1833 schreef monseigneur Niewindt over de erbarmelijke omstandigheden waarin de slaven moesten leven. Op plantage Fontein vonden de enige twee bekende slavenopstanden van Bonaire plaats. De eerste was in september 1765 (kort na de opstand in Berbice) en de tweede in 1834, onder leiding van Martis di Katalina Janga. In 1850 werden de slavenhuisjes gebouwd. Enkele jaren daarna werd een onderzoek naar de woon- en leefomstandigheden van de slaven aangekondigd. In 1863 werd de slavernij op Bonaire afgeschaft. In 2022 bood Nederland excuses aan voor haar slavernijverleden.

## Emancipatie
Het opheffen van de slavernij in de kolonie van Caribisch Nederland op 1 juli 1863 werd ook wel de Emancipatie genoemd. Daarmee werd verwezen naar de juridische emancipatie die de slaven voor de wet gelijkstelde. Dit was in feite pas het begin van een veranderingsproces van sociale, politieke, economische en culturele verhoudingen in de maatschappij.
Voor de afschaffing van de slavernij maakte de gevestigde orde zich wel zorgen over de gevolgen. Men vroeg zich af of de geëmancipeerde slaven wel in dienst zouden willen blijven en op het eiland zouden willen blijven. Men was ook bezorgd over het risico dat de vrijgelatenen zich tegen hun voormalige meesters zouden keren. In het koloniaal verslag van 1864 staat: ...ten aanzien van de in 1863 vrijgemaakte slaven, ...voortgingen met zich ordelijk en rustig te gedragen. De vrees dat zij zich bewust van hun getalsterkte tegen de blanken oproerig zouden gedragen, bleek... ongegrond te zijn geweest.:25
De slaveneigenaren werden na de vrijlating met 200 gulden per tot slaaf gemaakte gecompenseerd voor hun verlies. De voormalige tot slaaf gemaakten kregen geen enkele compensatie. Wel werden zij geattendeerd op het feit dat zij voor voedsel en kleding niet meer bij de voormalige meesters hoefden te zijn.:26

## Proclamatie
11.634 personen op de Antilliaanse eilanden van Caribische Nederland, toen kolonie Curaçao en onderhorigheden genoemd, werden uit de slavernij ontslagen. De proclamatie door de gouverneur van de kolonie was te Fort Amsterdam op 1 juli. De zogenaamde afkondiging, officiële bekendmaking was op Bonaire op 7 oktober. De Katholieke kerk is door het gouvernement gevraagd om al hun invloed uit te oefenen om de emancipatie zonder wanklanken te laten verlopen.:17
Die blijde dag is heden aangebroken. [...] Van harte wensch ik U geluk met de weldaad door de vaderlijke zorg des Konings U geschonken. [...] Maar gy moet U het voorregt ook waardig betoonen.— Publicatieblad proclamatie J.D.Crol (Fort Amsterdam, 1 juli 1863)
(Ees dia di alegria a parce awe. [...] Di henter mi koerazon mi ta doena boso pa bien di boondad. [...] Nan mester moestra boso digno de ees faboor.)
In de proclamatietekst wordt de wettelijke emancipatie van de tot slaaf gemaakten nadrukkelijk beschreven als een gunst.

## Manumissies
Opvallend is dat er op Bonaire een jaar voor de afschaffing veel mensen zijn die zichzelf en elkaar vrijkochten. Uit trots en eergevoel kochten mensen zich vrij, uit angst voor het geval de afschaffing werd uitgesteld of niet doorging, maar ook op aandringen van de overheid die de met deze vrijlating samenhangende compensatiekosten wilde drukken.

## Commandeurs
Bron: Boekje Dr. Hartog
| Commandeur                        | Periode   | Geboren                                  | Overleden                |
| --------------------------------- | --------- | ---------------------------------------- | ------------------------ |
| Johannes Philippus Eijlbracht     | 1750-1756 |                                          |                          |
| Theunis Dirkszoon Cock            | 1756-1768 |                                          |                          |
| Andreas Daal                      | 1768-1780 |                                          |                          |
| Christiaan Gerard Dammers         | 1780-1795 | Nieuwburg (Hannover, Duitsland)          |                          |
| Barent Dirkszoon Cock             | 1795-1796 |                                          |                          |
| Michiel de Groot                  | 1796-1797 |                                          |                          |
| Barent Dirkszoon Cock             | 1797-1805 |                                          |                          |
| Jan François du Curiel            | 1805      |                                          |                          |
| Barent Dirkszoon Cock             | 1805      |                                          |                          |
| Johannes Palm Hzn                 | 1805-1809 |                                          |                          |
| Jean François du Briel            | 1809-1815 |                                          |                          |
| Samuel Bartholomeus van den Broek | 1815-1817 |                                          |                          |
| Isaak Debrot                      | 1817-1827 | 15 november 1771 Neufchatel, Zwitserland | 18 oktober 1854, Curaçao |
| Claas Schotborgh Claaszoon        | 1827-1840 |                                          |                          |
| Jan Schotborgh Claaszoon          | 1840-1854 |                                          |                          |
| Cornelis Boyé                     | 1854-1859 | 1805                                     |                          |

## Kunukucultuur
Met de afschaffing van de slavernij in 1863 bleek de exploitatie van Bonaire als koloniale plantage van de Nederlandse staat niet meer rendabel. In 1868 werd ongeveer 60% van het eiland in enkele grote kavels verkocht. De rest, vooral rond de bevolkingsconcentraties gelegen, werd zogenaamd domeingrond. Dit betekende dat voormalige tot slaaf gemaakten grond konden huren om kleinschalige landbouw te plegen. Dit was het begin van de zogenaamde kunukucultuur op Bonaire. Ook tijdens de slavernij hadden tot slaaf gemaakten het recht om in beperkte mate voor zichzelf te planten en te oogsten.
Op Bonaire zijn er anno 2023 nog honderden kunuku's, met name verdeeld over drie kunuku-gebieden: Rincón, Tra'i Montaña en het kunuku-gebied ten oosten van Kralendijk. Samen hebben deze gebieden een grootte van ongeveer 5000 hectare. Eigenaren van kunuku's worden kunukero's genoemd. Het houden van een kunuku is een traditie en veel kunuku's zijn al generaties lang in het bezit van een familie. Er worden geiten en kleinvee als kippen gehouden en er kunnen sorghum, vruchten en groenten als limoenen, pepers, watermeloen, pompoen, snijbiet, bonen, okra en spinazie worden verbouwd. Op veel kunuku's staat traditioneel een houten schuur of een lemen huisje. De kunuku's vangen het regenwater op in stuwmeertjes of dammen; in het droge seizoen wordt dit water dan gebruikt voor irrigatie. Er is echter vaak een tekort aan water en water is relatief duur op het eiland.  
De veeteelt in de kunuku's bestaat merendeels uit geitenhouderijen. Er zijn ongeveer 375 geitenhouders en ruim dertigduizend geiten. De kunukero's laten de geiten grazen op hun kunuku's of laten ze vrij grazen op gemeenschappelijke en particuliere gronden. 's Avonds komen de geiten terug bij hun eigenaar, waar ze water krijgen en bijgevoerd worden. De geiten veroorzaken echter overbegrazing met negatieve effecten op natuur en milieu. Het houden van kippen, schapen, varkens en koeien is zeer kleinschalig. Er is wel één grote kippenhouder die het eiland voorziet van eieren.
Een deel van de kunuku's wordt productief gebruikt en een deel heeft een recreatieve functie. Een groot deel van de kunuku's is echter verlaten en verwaarloosd. Aangezien de kunukucultuur een deel van Bonaires immaterieel cultureel erfgoed is, wil de overheid deze wel reactiveren, ondersteunen en behouden.

## Tweede Wereldoorlog

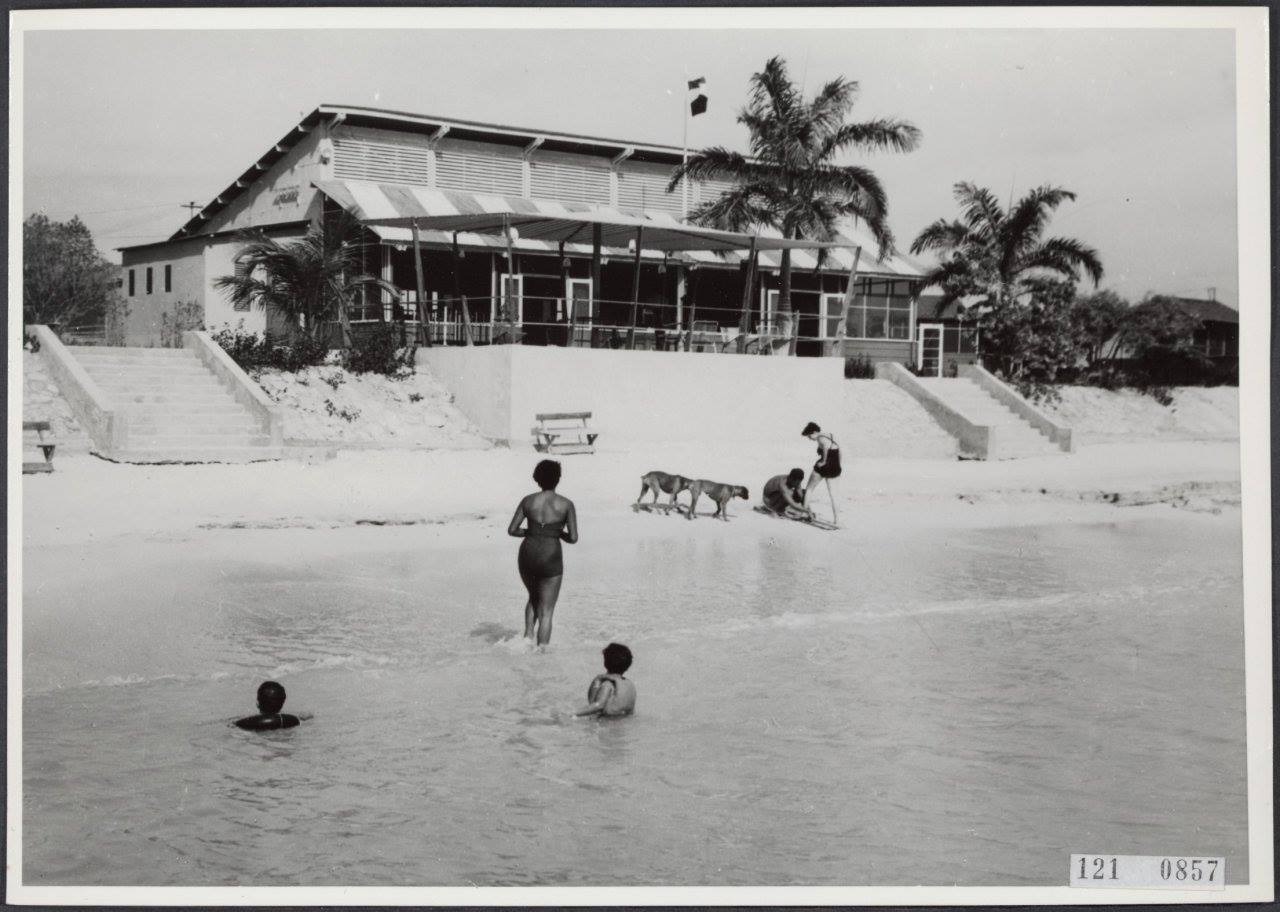
Zeebad, Bonaire 1960

De zeelieden van Bonaire hebben tijdens de Tweede Wereldoorlog een bovengemiddelde bijdrage geleverd. Duitse onderzeeërs probeerden de scheepvaart rondom de raffinaderijen van Aruba en Curaçao uit te schakelen en daarmee de gigantische productie van brandstof voor de geallieerden te elimineren. Bij de gevechten zijn ook schepen betrokken geraakt die een Bonairiaanse bemanning hadden. Tot de velen die na de oorlog ontbraken, behoorden ook 34 gesneuvelde Bonairianen van deze schepen (meer dan van de andere eilanden van het toenmalige Nederlands West-Indië).

## Interneringskamp
Gedurende de Tweede Wereldoorlog diende de locatie waar later het Divi Flamingo Beach Resort & Casino werd gehuisvest als interneringskamp voor voornamelijk Duitsers en Oostenrijkers die op de Antillen woonden. Dezen werden namelijk gewantrouwd, ze zouden de gigantische olieraffinaderijen op Aruba en Curaçao, die de geallieerde luchtvloot van kerosine moesten voorzien, kunnen saboteren. Het kamp was van 1940 tot 1947 operationeel. In totaal zijn er in deze periode 461 mensen op grond van de wet PB 1940, no. 38, zonder enige vorm van proces geïnterneerd geweest, de meesten van hen volstrekt onschuldig. Onder hen Medardo de Marchena en ook fotograaf Fred Fischer, toen nog Oostenrijks staatsburger. Veel Duitsers die werden geïnterneerd waren juist gevlucht voor het Nazi-geweld, maar er waren ook Duitse krijgsgevangenen, van wie er enkele na de oorlog zijn gebleven. In september 1943 vroeg de vader van George Maduro, naar wie Madurodam vernoemd is, koningin Wilhelmina zijn zoon uit te wisselen tegen op Bonaire geïnterneerde Duitsers. De regering ging niet op het verzoek in. De leeggekomen barakken werden na de oorlog omgebouwd tot het eerste hotel van Bonaire: Zeebad.

## Vliegveld

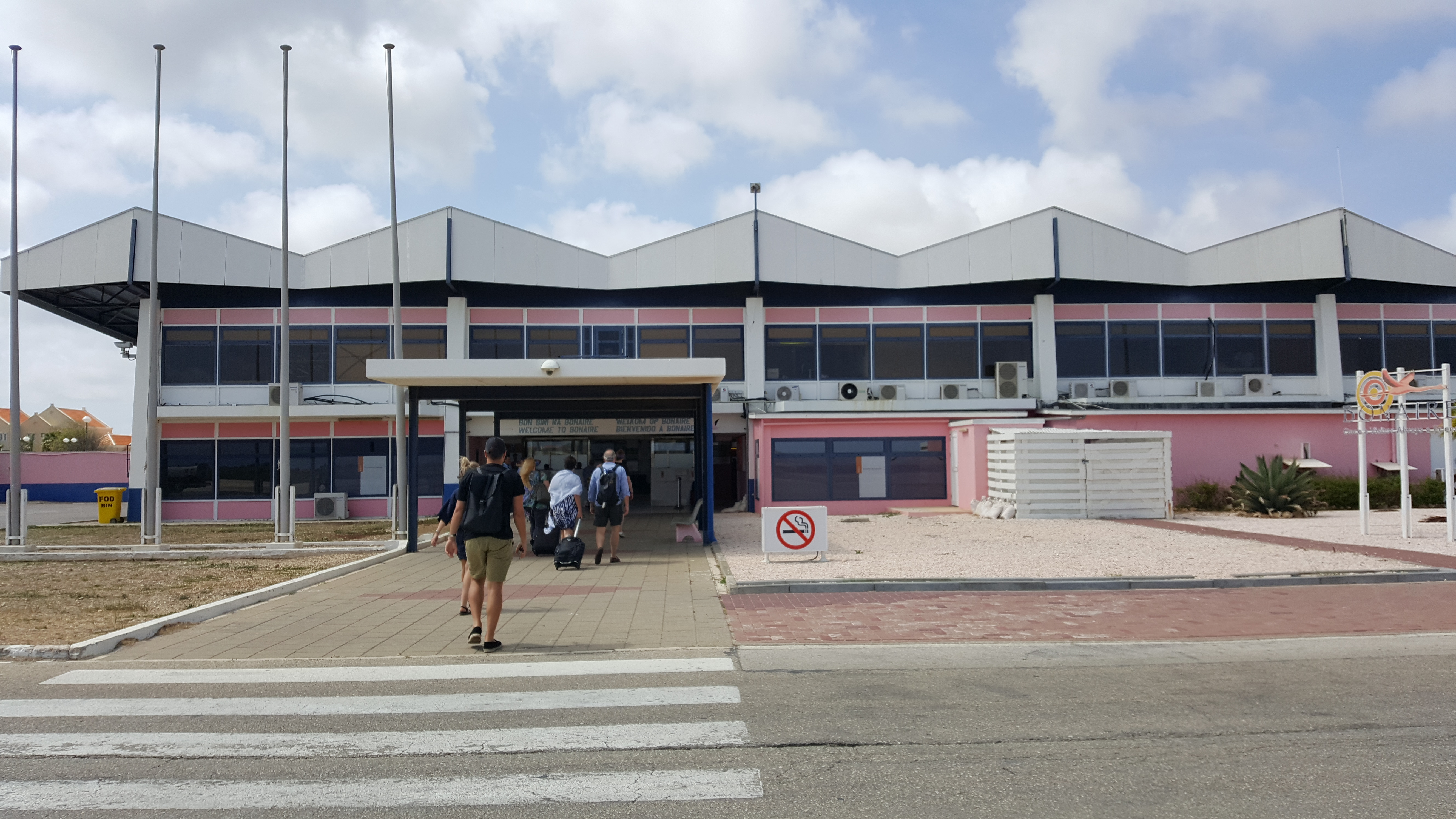
Flamingo Airport in 2019

In 1936 werd de eerste luchthaven van Bonaire gebouwd in Tra’i Montaña, vlak bij Subi Blanku, in het midden van het eiland. De landingsbaan liep dwars over de huidige autoweg tussen Kralendijk en Rincon. Op 9 mei 1936 voerde het West-Indisch Bedrijf der KLM een eerste proefvlucht uit vanaf Curaçao. Deze historische proefvlucht met de Oriol, een zustervliegtuig van de Snip, was succesvol en op 31 mei van datzelfde jaar volgde de eerste lijnvlucht.
In 1943 werd de nieuwe luchthaven met de naam Flamingo Airport' geopend. In de jaren '50 en '60 bleef de luchthaven vernieuwen. Chartervluchten vanuit de VS werden mogelijk. In 1964 werd de lijndienst tussen Bonaire en Curaçao overgenomen door de Antilliaanse Luchtvaart Maatschappij. In 1970 werd de baan wederom verlengd voor vliegtuigen als de DC9 en in 1976 werd de nieuwe terminal in gebruik genomen. In 1980 werd de baan nogmaals verlengd en verbreed en vond de eerste vlucht tussen Miami en Bonaire plaats.
In 1991 begonnen de eerste lijndiensten vanuit Europa. Op 20 april 1991 begon de KLM vanaf Amsterdam een lijndienst naar Bonaire waarbij een tussenlanding werd gemaakt in Caracas, Venezuela. In 1993 startte ook Martinair een lijndienst naar het eiland. Tegenwoordig zijn er meerdere intercontinentale vluchten uit Europa en is het vliegveld van Bonaire de vierde grootste burgerluchthaven van Nederland.

## Naoorlogse periode
Tot de jaren '60 van de 20ste eeuw was Bonaire een vrij kleine, rustige en stabiele gemeenschap, gesloten voor veel externe invloeden en gefocust op visserij en landbouw. De landbouw beperkte zich tot kunuku-landbouw met klein vee, aloë, dividivipeulen, houtskool, geitenmest, geitenhuiden, maïs, sorghum, bonen, groente en fruit. De visserij richtte zich op vissen, schildpadden, schelpdieren, schaaldieren, zout en koraalstenen om kalk te verbranden.
In de jaren '70 ontwikkelde het eiland zich met name door de groei van het toerisme. Landbouw van enige omvang eindigde in de jaren '70. Alleen zoutwinning bleef economisch aantrekkelijk. Plantages met aloë-teelt (laatste uitvoer in 1973), en voor het verbouw van maïs (door de droogte was er niet elk jaar voldoende oogst) hielden op. Het branden van houtskool en veeteelt (voornamelijk geiten) hadden hun laatste export in 1970.:20

## Economische ontwikkeling
Kort na de oorlog heerste grote armoede op het eiland: er was nog geen toerisme, veel mannen werkten elders en verloren het contact met thuis, vooral in de olie-industrie op Curaçao en Aruba of als zeeman. Dit was een periode van emigratie. Tot de jaren 60 kende Bonaire een krimp tot 5.000 inwoners. Er was enige scheepsbouw waar de traditionele barken werden gebouwd, kleinschalige veehouderij en de nog weinig intensieve zoutwinning. Ook de vrouwen probeerden op de andere eilanden of in Venezuela aan de kost te komen. Zo was het een grote uitkomst dat Pierre Schunck, een zakenman uit Heerlen, in 1948 een confectieatelier stichtte dat juist aan vrouwen werk zou gaan bieden en ze zelf ook daarvoor zou opleiden. Er was maar voor enkele uren per dag elektriciteit; een gevolg van de vestiging van het confectieatelier was dat de stroomvoorziening op 24 uur werd gebracht. In 1955 werd de fabriek verkocht en werkte deze door onder de naam Cambes Textiles N.V.

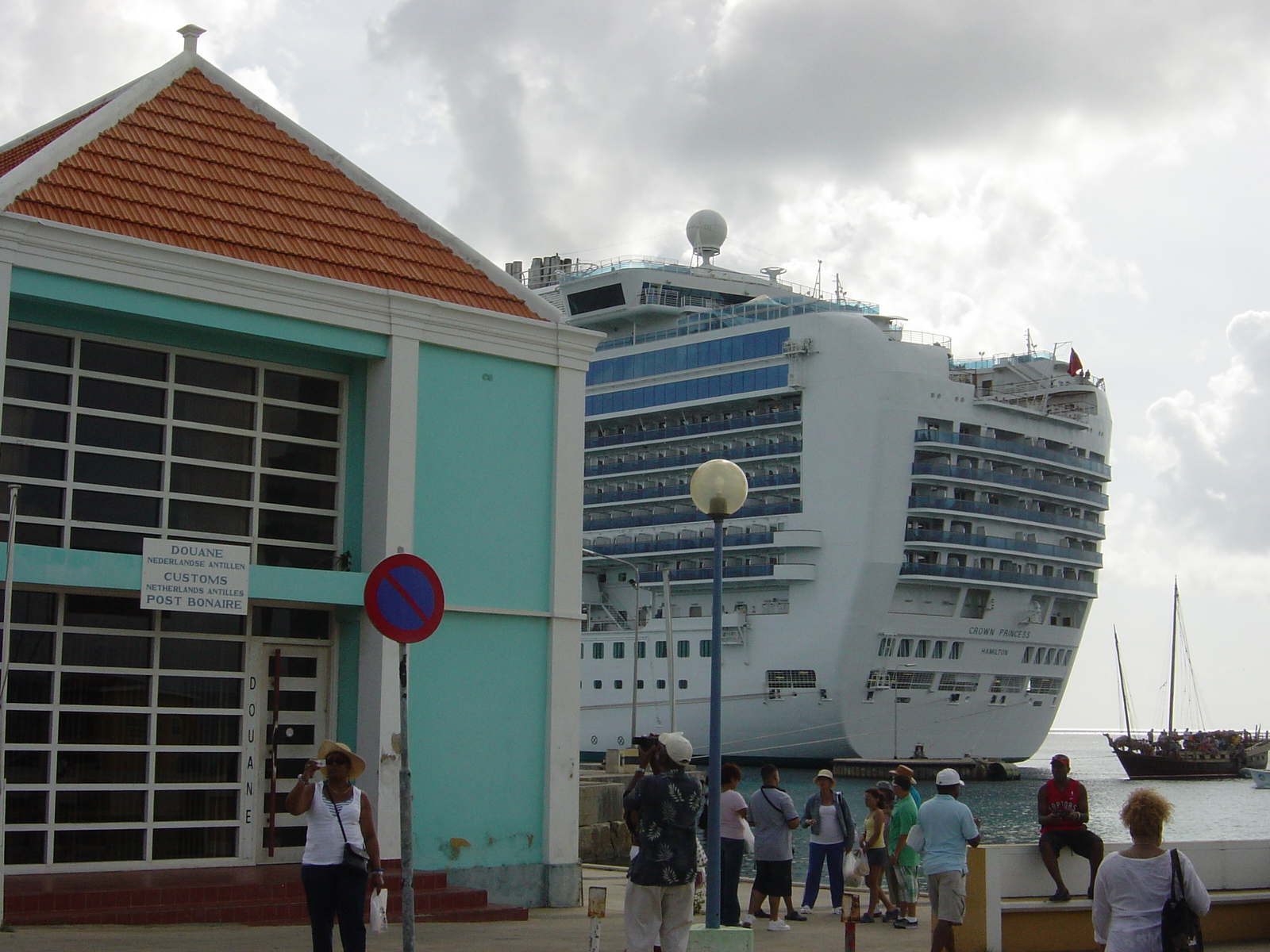
Douanekantoor van Kralendijk met een naastliggend megacruiseschip in 2007

Het eiland beschikt over vijf zeehavens, waarvan die van Kralendijk de belangrijkste is. In de tweede helft van de twintigste eeuw werden de twee aanlegpieren in de haven van Kralendijk vernieuwd, waardoor naast vracht- en containerschepen ook grote cruiseschepen eenvoudig kunnen afmeren. De overige havens behoren tot de bedrijven BOPEC, WEB/CUROIL, Oil Trading Bonaire (OTB) en Cargill. Ook werd het vliegveld uitgebreid tot Flamingo Airport met directe intercontinentale bestemmingen.
Inmiddels wordt het zout vooral gebruikt voor afwasmachines, cosmetica en een deel als consumptiezout. De rechten van AKZO op de zoutwinning zijn al een aantal jaren geleden overgedaan aan Cargill, een Amerikaans bedrijf.

### Toerisme
De grote motor achter de economische groei is het toerisme. De duiksport is de grootste toeristische trekpleister van het eiland. De befaamde Amerikaanse onderwatermilieuactivist Captain Don heeft in de jaren 60 en 70 een cruciale pioniersrol gespeeld in het ontwikkelen van de duiksport op Bonaire. Bonaire National Marine Park heeft een wettelijk beschermd onderwaterpark met meer dan 80 duiklocaties dat het hele eiland inclusief Klein Bonaire omringt. De meeste duiklocaties zijn vanaf de kust bereikbaar, waardoor Bonaire beschouwd wordt als de nummer 1 shoredive-locatie in de wereld. Naast de regelmatige vluchten vanuit Schiphol, Amsterdam zijn er rechtstreekse vluchten uit diverse steden in de VS naar Bonaire en regelmatige bezoeken van cruiseschepen.

## Staatkundige ontwikkeling
In 1936 kregen mannen stemrecht. Daarvoor was er alleen stemrecht voor mannen die een specifieke belasting betaalden en een bepaald onderwijsniveau hadden. In 1948 kregen vrouwen ook het recht om te stemmen. Van 1936 tot 1948 was Bonaire onderdeel van het zogenaamde Gebiedsdeel Curaçao, en vervolgens van 1948 tot 1986 van de Nederlandse Antillen. De Staatsregeling van 1948 betrof een tussentijdse staatskundige periode, en had de invoering van verkiezingen op basis van Algemeen Kiesrecht gebracht. De eerste verkiezingen vonden plaats in 1949. De Staatsregeling 1948 werd vervangen door een Interimregeling (1951), als voorloper van het uiteindelijke Statuut van de Nederlandse Antillen (1954). Dit statuut is een soort grondwet voor een trans-Atlantisch koninkrijk met autonome rijksdelen. Onder koningin Juliana werden de Antillen in 1954 dus een autonoom deel van het Koninkrijk der Nederlanden met een eigen statuut en regering. 
Toen in 1975 Suriname een onafhankelijk land werd, kozen de Nederlandse Antillen als bestuurlijke eenheid (nog) niet voor onafhankelijkheid. In 1986 verliet Aruba het statuut van de Nederlandse Antillen en verwierf het Status aparte. Het relatief welvarende Aruba werd in 1996 een zelfstandig land binnen het koninkrijk. Aruba werd als voorloper in latere decennia gevolgd door Curaçao en Sint Maarten.
Op 10 september 2004 stemde 59,5% van de bevolking van Bonaire voor het opheffen van de Antillen en voor directe banden met Nederland. Toen de Nederlandse Antillen op 10 oktober 2010 als land werd opgeheven, werd Bonaire een bijzondere gemeente van Nederland. Op 12 september 2012 mochten inwoners van Bonaire voor het eerst stemmen bij verkiezingen voor de Tweede Kamer. Bonaire heeft als gemeente minder bevoegdheden dan een gemeente in Europees Nederland en is geen onderdeel van de Europese Unie.

## Referenda
De aanvankelijke weerstand op Bonaire tegen deze staatskundige hervorming (10-10-10) heeft er onder meer toe geleid dat er een staatskundig referendum werd gehouden. De negatieve uitslag was vanwege een zeer lage opkomst niet bindend. Eind 2015 werd er opnieuw een referendum gehouden. In de stemming werd de volgende vraag voorgelegd: "Bent u het eens met de invulling die is gegeven aan de directe band met Nederland?" De kiezer kon deze vraag beantwoorden met "Ja" of "Nee" (in het Papiaments dan wel het Nederlands). 62 procent van de stemgerechtigden stemde. Daarvan stemde 65 procent 'nee'. Deze uitslag maakte in principe de weg vrij voor een referendum over zelfbeschikking voor Bonaire. De mogelijke uitvoering daarvan is aan de Eilandsraad en het Bestuurscollege van Bonaire. Tot op heden is daar geen gebruik van gemaakt.